# Stadttempel
Stadttempel nebo také Seitenstettentempel je hlavní synagoga ve Vídni. Nachází se v městském okrese Vnitřní město na adrese Seitenstettengasse 4.

## Historie
Synagoga byla vystavěna v letech 1824 až 1826. Je zasazena uvnitř domovního bloku. Podle výnosu císaře Josefa II. totiž pouze katolické svatyně mohly mít fasádu orientovanou přímo do ulice. Tato poloha uchránila synagogu před zničením během Křišťálové noci v listopadu 1938. Je to zároveň jediná vídeňská synagoga, která se zachovala po druhé světové válce; dalších 93 synagog a židovských modliteben bylo zničeno Němci.
V srpnu 1950 zde byly vystaveny ostatky duchovního otce židovského státu Theodora Herzla a jeho rodičů předtím, než byly znovu pohřbeny v Izraeli.
Dne 29. srpna 1981 se synagoga stala terčem útoku členů palestinské teroristické Organizace Abú Nidala. Dva lidé přišli o život a 30 jich bylo zraněno.
Dne 2. listopadu 2020 se v blízkosti synagogy opět odehrál teroristický útok. Čtyři lidé byli zabiti a dalších 17 zraněno. Atentátník byl zřejmě stoupencem Islámského státu, policie ho zastřelila.
Stadtempel a Jeruzalémská synagoga v Praze jsou poslední dvě místa na světě, kde je dodržován původní, tzv. Sulzerovský styl synagogálních melodií, v 19. století nejběžnější v Rakousko-Uhersku.